# Catocala betfragiana
Catocala betfragiana là một loài bướm đêm trong họ Erebidae.